# Isik Kul
Isik Kul (v kirgiščini Isyk-Köl ali "vroče jezero") je drugo največje slano jezero na svetu za Kaspijskim morjem in drugo največje gorsko jezero za jezerom Titicaca v Peruju. Leži na nadmorski višini okoli 1609 m. Jezero je približno 180 km dolgo in 70 km široko ter na najgloblji točki 668 metrov globoko (povprečna globina je približno 300 metrov). Njegova površina znaša 6200 km². Jezero nikoli ne zamrzne, čeprav je obdano z visokimi gorami.

## Geografija
Območje je že dolgo poznano. Prvi, ki naj bi ga dosegel je bil kitajski popotnik Jan Chan Tzan približno 128 let pred našim štetjem, kot del 6-letnega raziskovalnega potovanja (138 - 126 pr.n.št.). Prvi pisni vir o jezeru je opis kitajskega popotnika Suan Zsana, ko opisuje svoje 16-letno potovanje. Ime Isi-kul je bilo prvič zapisano v anonimnem delu "Meje sveta od vzhoda do zahoda" napisanem v Tadžiku v letu 982 našega štetja, v katerem je tudi natančno določena velikost jezera. Kraji ob jezeru Isik Kul so bili pomembni za karavane na Svilni cesti. Njegovo ime se pojavi na zahodu na katalonskem zemljevidu iz leta 1375, narejenem na osnovi knjige Marca Pola, objavljene 75 let prej.
Iz Biškeka se do jezera pripelje skozi sotesko Boom bodisi po cesti ali železnici. Skozi sotesko teče reka Čuj, ki pa ni oddtok iz jezera, saj izvira v provinci Naryn. Jezero leži v kotanji, napaja ga 134 gorskih potokov in rek, nima pa odtoka. Nivo vode se z leti spreminja bodisi zaradi pronicanja v podlago ali izhlapevanja. Vidljivost v vodi je 30 m.
Gore ki obdajajo jezero so: na severu pogorje Kungei ("sončno") Ala-Too in so pepredene s pohodniškimi potmi, ki segajo vse do Almatyja v Kazahstanu; na jugu leži gorovje Teskei ("senčno") Ala-Too. Te gore ščitijo Isik Kul tako pred hladnimi kot zelo vročimi vetrovi. Jezerska dolina je edinstvena kombinacija morske, stepske in gorske klime in cone večnega ledu. Nastanek jezera Isik Kul je "geološka skrivnost".
Območje jezera Isik Kul slovi po toplih peščenih plažah, termalnih mineralnih izvirih, alpskih travnikih in gozdovih iglavcev. Kirgizi ga imenujejo tudi "biser Tien Shana". V letu 2004 je vlada razglasila jezero za "lastnino naroda".
Zaradi svoje velikosti deluje kot morje. Plaže so večinoma na severni obali in so priljubljene pri turistih. Zgrajenih je veliko število hotelov, zdravilišč, penzionov in počitniških hišic. Nekatera zdravilišča imajo tudi termalne vrelce in blatne kopeli.
Turistična sezona običajno traja od junija do septembra, vrhunec je od približno 25. julija do 25. avgusta. Številna zdravilišča, hoteli in penzioni delujejo vse leto, večina pa samo v času poletne sezone.
V bližini jezera Isik Kul je tudi "mrtvo jezero" s podobnimi lastnostmi kot izraelsko Mrtvo morje.
Območje ima 2.900 sončnih ur na leto. Zaradi vpliva gora so vremenske razmere kontinentalne. Poletne temperature so okoli 25 - 28 °C, zaradi nadmorske višine okoli 1606 m pa so noči hladne. Zimske temperature so lahko okoli -5 °C. Temperature vode se gibljejo od 10 °C v maju do 21 °C v avgustu.

## Pokrajina ob jezeru
Pokrajino ob jezeru Isik Kul lahko razdelimo na več območij od same gladine jezera do gora. Območja so:
- Kamnita puščava - na zahodu v bližini jezera.
- Polpuščava - tudi v zahodnem delu, vendar je to območje obsežnejše in je posledica širjenja kmetijstva.
- Suha stepa - najdemo jih na gorskih pobočjih in na vzhodnem podaljšku kopnega v jezero.
- Travniki - najdemo jih na nadmorski višini med 1900 in 3200 m z izdanki smrekovega ali brinjevega gozda. Biotska pestrost je tukaj še posebej zanimiva, tukaj rastejo različne vrste zelišč.
- Resave - s krhliko, jagodičevjem in celo vrtnicami (šipki).
- Gozdovi - najdemo jih predvsem na vzhodu, kjer je večja količina padavin in zastaja voda.
- Alpski travniki - najdemo jih na višjih pobočjih in jih uporabljajo kot pašnike.
- Visokogorske hladne stepe in močvirja na permafrostu - to so široke in plitve doline v visokih gorskih območjih.
- Rečni travniki - najdemo jih ob rekah, zanje so značilne razne vrste vrbe.
- Snežna in sub-snežna območja -  področja, kjer so obdobja s snežno odejo dolga in je rastlinska vegetacija revna (lišaji) in predstavljajo življenjski prostor mnogih ogroženih vrst.
- Skalovje, ledeniki in večni sneg.

Pokrajina ob jezeru Isik Kul je dom mnogih ptic, ki tukaj gnezdijo ali počivajo na poti do prezimovališč. Tukaj so labodi, gosi, race, žerjavi in mnogi drugi predstavniki živali. Število ptic selivk se giblje med 50.000 in 100.000. Okolica jezera je priznana kot mokrišče mednarodnega pomena po Ramsarski konvenciji, saj tukaj raste preko 150 vrst rastlinja s katerim se hranijo.

## Arheološke najdbe
Največje mesto na severni obali je Chalpon Ata. V bližini se nahaja polje večjih kamnov z vklesanimi živalskimi petroglifi iz obdobja okoli 1500 let pred našim štetjem, v mestu je tudi majhen zgodovinski in etnografski muzej s predmeti iz območja okoli jezera.
Ker se je višina vode v jezeru v zgodovini zelo spreminjala, so zgodovinarji in arheologi sklepali, da so nekatere ostaline danes pod vodo. Podvodne raziskave so razkrile številne zanimive najdbe. Prve raziskave so bile izvedene leta 1956. Potapljači so našli več kosov žgane opeke, keramično posodo, kose keramičnih cevi, bron, železne osti in človeške ter živalske kosti. Nasproti vasi Korumdy v bližini pristanišča Grigoryevskaya so arheologi našli drobce starih loncev iz bronaste dobe. Na ročajih nožev so vgravirani konji ali ovce. Konji so videti zelo realistično z velikimi glavami, repi in dobro razvitimi mišicami nog, kar je bila značilnost stepskih konj.
Ena izmed najbolj zanimivih najdb iz dna jezera Isik Kul je žrtvena plošča pravokotne oblike s štirimi nogami v obliki ženskega telesa, visokimi 22 cm.
Zanimiv je tudi velik lonec z dvema ročajema, ki spominja na rogelj in reliefom. Takšni lonci so bili razširjeni v tej regiji v 2. polovici 1. tisočletja. Našli so jih več kot 10. Domnevajo, da so take lonce uporabljali samo ob praznikih in posebnih priložnostih.
Pomembna arheološka najdba je tudi "Zlati mož", verjetno iz Skitskega obdobja, to je nekje med 3. in 7. stoletjem. Našli so tudi grobno gomilo kulture Saks velikosti 60 metrov v premeru in visoko šest metrov. Nasip ima dve pogrebni niši - ena je v centru in druga ob strani. Grob "Zlatega moža" so edinega našli neizropanega. V grobu je bilo 4.000 zlatih kovancev, različne plošče s podobami živali. Najdragocenejša najdba so bila oblačila. Bojevnik je nosil rdeč suknjič iz usnja okrašen z rdečimi ploščicami in visoko usnjeno kapo okrašeno s slikami ptic in živali. Imel je bodalo na obeh straneh rezila gravirano s svetimi živalmi: volkom, gorsko kozo, antilopo, kačo in snežnim leopardom. Obraz bojevnika je bil prekrit s črnim žametom, bil je brez oči, ust, nosa in zob. "Zlati mož" je bil manjše postave.
Leta 2003 je bila objavljena knjiga o kulturnih in ostankih na območju jezera Isik Kul. Knjiga je rezultat raziskovanj, ki jih izvajajo strokovnjaki in vsebuje povzetek odkritij, nekaj fotografij ter priporočila glede ohranjanja ostankov kot tudi podrobnosti o 184 primerih najdb.

## Naselja ob jezeru
Mesta in vasi okoli jezera od zahoda proti vzhodu so:
- Balykchy (tudi končna postaja železnice)
- Koshkol
- Tamchy
- Cholpon-Ata (glavno in največje mesto in leži na severni obali jezera)
- Karakol (središče na vzhodnem delu jezera in izhodišče za planinarjenje)
- Tyup
- Barskon